# Arcidiocesi di Tabora
L'arcidiocesi di Tabora (in latino Archidioecesis Taboraënsis) è una sede metropolitana della Chiesa cattolica in Tanzania. Nel 2022 contava 261.216 battezzati su 2.316.525 abitanti. È retta dall'arcivescovo cardinale Protase Rugambwa.

## Territorio
L'arcidiocesi comprende la regione di Tabora in Tanzania.
Sede arcivescovile è la città di Tabora, dove si trova la cattedrale di Santa Teresa.
Il territorio si estende su 76.151 km² ed è suddiviso in 30 parrocchie.

## Storia
Il vicariato apostolico di Unianyembé fu eretto l'11 gennaio 1887 con il breve Quae catholico di papa Leone XIII, ricavandone il territorio dal vicariato apostolico del Tanganica (oggi diocesi di Kigoma).
Il 12 dicembre 1912 cedette una porzione del suo territorio a vantaggio dell'erezione del vicariato apostolico di Kivu (oggi arcidiocesi di Gitega).
Il 31 maggio 1925 cambiò nome in favore di vicariato apostolico di Tabora.
L'8 aprile 1929 e il 14 aprile 1943 cedette altre porzioni di territorio a vantaggio dell'erezione rispettivamente del vicariato apostolico di Bukoba (oggi diocesi di Rulenge-Ngara) e della prefettura apostolica di Mbulu (oggi diocesi). Frattanto, il 10 aprile 1929 si ampliò, incorporando una porzione di territorio che era appartenuta al vicariato apostolico di Victora-Nyanza (oggi arcidiocesi di Mwanza).
Il 25 marzo 1953 il vicariato apostolico è stato elevato al rango di arcidiocesi metropolitana con la bolla Quemadmodum ad Nos di papa Pio XII.
Il 25 marzo 1972 e l'11 novembre 1983 ha ceduto ulteriori porzioni di territorio a vantaggio dell'erezione rispettivamente della diocesi di Singida e della diocesi di Kahama.

## Cronotassi dei vescovi
Si omettono i periodi di sede vacante non superiori ai 2 anni o non storicamente accertati.
- François Gerboin, M.Afr. † (28 gennaio 1897 - 27 giugno 1912 deceduto)
- Henri Léonard, M.Afr. † (27 giugno 1912 succeduto - 23 luglio 1928 dimesso)
- Joseph Georges Edouard Michaud, M.Afr. † (29 novembre 1928  - 24 marzo 1932 nominato coadiutore del vicario apostolico dell'Uganda)
- William Joseph Trudel, M.Afr. † (25 aprile 1933 - 4 febbraio 1948 dimesso)
  - Sede vacante (1948-1950)
- Cornelius Bronsveld, M.Afr. † (31 maggio 1950 - 21 dicembre 1959 dimesso[3])
- Marko Mihayo † (21 giugno 1960 - 9 marzo 1985 ritirato)
- Mario Epifanio Abdallah Mgulunde † (9 marzo 1985 - 14 marzo 2006 deceduto)
- Paul Runangaza Ruzoka (25 novembre 2006 - 10 novembre 2023 ritirato)
- Protase Rugambwa, succeduto il 10 novembre 2023

## Statistiche
L'arcidiocesi nel 2022 su una popolazione di 2.316.525 persone contava 261.216 battezzati, corrispondenti all'11,3% del totale.
| anno | popolazione | popolazione | popolazione | presbiteri | presbiteri | presbiteri | presbiteri                | diaconi | religiosi | religiosi | parrocchie |
| anno | battezzati  | totale      | %           | numero     | secolari   | regolari   | battezzati per presbitero | diaconi | uomini    | donne     | parrocchie |
| ---- | ----------- | ----------- | ----------- | ---------- | ---------- | ---------- | ------------------------- | ------- | --------- | --------- | ---------- |
| 1950 | 21.649      | 431.000     | 5,0         | 60         | 24         | 36         | 360                       |         |           | 85        | 15         |
| 1970 | 71.238      | 605.000     | 11,8        | 72         | 33         | 39         | 989                       |         | 45        | 139       | 23         |
| 1980 | 106.543     | 1.769.000   | 6,0         | 79         | 44         | 35         | 1.348                     |         | 45        | 151       | 24         |
| 1990 | 136.405     | 812.000     | 16,8        | 43         | 18         | 25         | 3.172                     |         | 30        | 105       | 20         |
| 1999 | 243.618     | 1.408.072   | 17,3        | 64         | 38         | 26         | 3.806                     |         | 37        | 168       | 20         |
| 2000 | 245.733     | 1.409.274   | 17,4        | 66         | 42         | 24         | 3.723                     |         | 36        | 172       | 21         |
| 2001 | 246.730     | 1.409.323   | 17,5        | 71         | 44         | 27         | 3.475                     |         | 39        | 155       | 21         |
| 2002 | 252.969     | 1.419.724   | 17,8        | 70         | 43         | 27         | 3.613                     |         | 38        | 155       | 21         |
| 2003 | 256.984     | 1.426.842   | 18,0        | 69         | 47         | 22         | 3.724                     |         | 34        | 156       | 22         |
| 2004 | 257.390     | 1.426.998   | 18,0        | 64         | 43         | 21         | 4.021                     |         | 32        | 159       | 22         |
| 2010 | 245.000     | 1.812.000   | 13,5        | 58         | 40         | 18         | 4.224                     |         | 33        | 244       | 22         |
| 2014 | 277.000     | 2.044.000   | 13,6        | 75         | 57         | 18         | 3.693                     |         | 31        | 352       | 23         |
| 2017 | 267.300     | 2.283.348   | 11,7        | 79         | 45         | 34         | 3.383                     |         | 50        | 142       | 46         |
| 2020 | 235.748     | 2.362.660   | 10,0        | 97         | 59         | 38         | 2.430                     |         | 54        | 229       | 27         |
| 2022 | 261.216     | 2.316.525   | 11,3        | 95         | 56         | 39         | 2.749                     |         | 50        | 230       | 30         |